# 나노실리칸첨단소재
주식회사 나노실리칸첨단소재는 경기도 평택시에 본사를 둔 무기 화학물질 제조업체이다.

## 역사 및 현황
- 2022년 1월: 전기색가변 필름 E-Skin 개발 성공
- 2023년 1월: 전기색가변 필름 E-Skin 양산 성공
- 2023년 5월: TFT 구동 E-Skin 패널 개발 성공[5]
- 2025년 3월 28일: 나노브릭에서 현재의 사명으로 변경[6]